# Stroiciel trzęsień ziemi
Stroiciel trzęsień ziemi (The Piano Tuner of Earthquakes) – drugi pełnometrażowy film braci Quay.

## Fabuła
Śpiewaczka operowa Malvina Van Stille (Amira Casar) w przeddzień swojego ślubu z Adolfo Blinem (Cesar Sarachu) daje recital dla grupy znajomych i przyjaciół. Uroczystość gwałtownie przerywa Doktor Droz (Gottfried John), uśmiercający Malvinę i porywający jej ciało zanim ktokolwiek zdąży mu przeszkodzić.
Na swojej wyspie, w posiadłości Villa Azucena, Droz poddaje Malvinę niezwykłemu eksperymentowi, mającemu na celu unieśmiertelnienie głosu śpiewaczki, a także zemstę na świecie opery, który wzgardził dziełami Droza.
Droz zaprasza na wyspę stroiciela fortepianów, Felisberta (Cesar Sarachu). Ma on nastroić skonstruowane przez doktora tajemnicze automaty, w liczbie siedmiu. Felisberto podejmuje wyzwanie. Przebywając na wyspie, poznaje tajemniczy i perwersyjny świat Droza, a także skrywaną przed nim tajemnicę Malviny, której zapragnie pomóc. Dostaje się również pod wpływ gosposi Droza, Assumpty (Assumpta Serna).

## Inspiracje
- Adolfo Bioy Casares Wynalazek Morela (1940) – film miał być początkowo adaptacją tej powieści, ale na przeszkodzie stanęły prawa autorskie
- Raymond Roussel Locus Solus (1914)
- Jules Verne Le Château des Carpathes (1892)
- Michelangelo Antonioni Przygoda (L'Avventura) (1960)
- Arnold Böcklin Wyspa umarłych (1880)
- René Magritte L'Empire des lumières 1953/ 1954
- postać urugwajskiego pisarza Felisberto Hernándeza (1902-1964)

## Obsada
- Amira Casar (Malvina van Stille)
- Gottfried John (Dr. Emmanuel Droz)
- Assumpta Serna (Assumpta)
- Adolfo Blin/Don Felisberto Fernandez (César Saracho jako Cesar Sarachu)
- Ljubiša Gruičić (ogrodnik Holz)
- Marc Bischoff (ogrodnik Marc)
- Henning Peker (ogrodnik Henning)
- Gilles Gavois (ogrodnik Echeverria)
- Volker Zack (ogrodnik Volker)
- Thomas Schmieder (ogrodnik Thomas)
- Regine Zimmermann
- Emil Petrov

## Produkcja
Zdjęcia do filmu miały miejsce w Lipsku i zaczęły się 7 czerwca 2004 roku. W 2001 roku producentem wykonawczym filmu został Terry Gilliam. Japoński producent filmu chciał żeby w filmie zagrał Dustin Hoffman, Robert Redford albo Jeremy Irons.

## Nagrody
- MFF w Locarno – 2 nagrody i jedna nominacja (2005)